# Tscherdakly
Tscherdakly (russisch Чердаклы) ist eine Siedlung städtischen Typs in der Oblast Uljanowsk (Russland) mit 11.440 Einwohnern (Stand 14. Oktober 2010).

## Geographie
Die Siedlung liegt 30 km Luftlinie östlich des Oblastverwaltungszentrums Uljanowsk links der Wolga, etwa 13 km vom Ufer des dort zum Kuibyschewer Stausee aufgestauten und über 20 km breiten Flusses entfernt.
Tscherdakly ist Verwaltungszentrum des gleichnamigen Rajons Tscherdakly.

## Geschichte

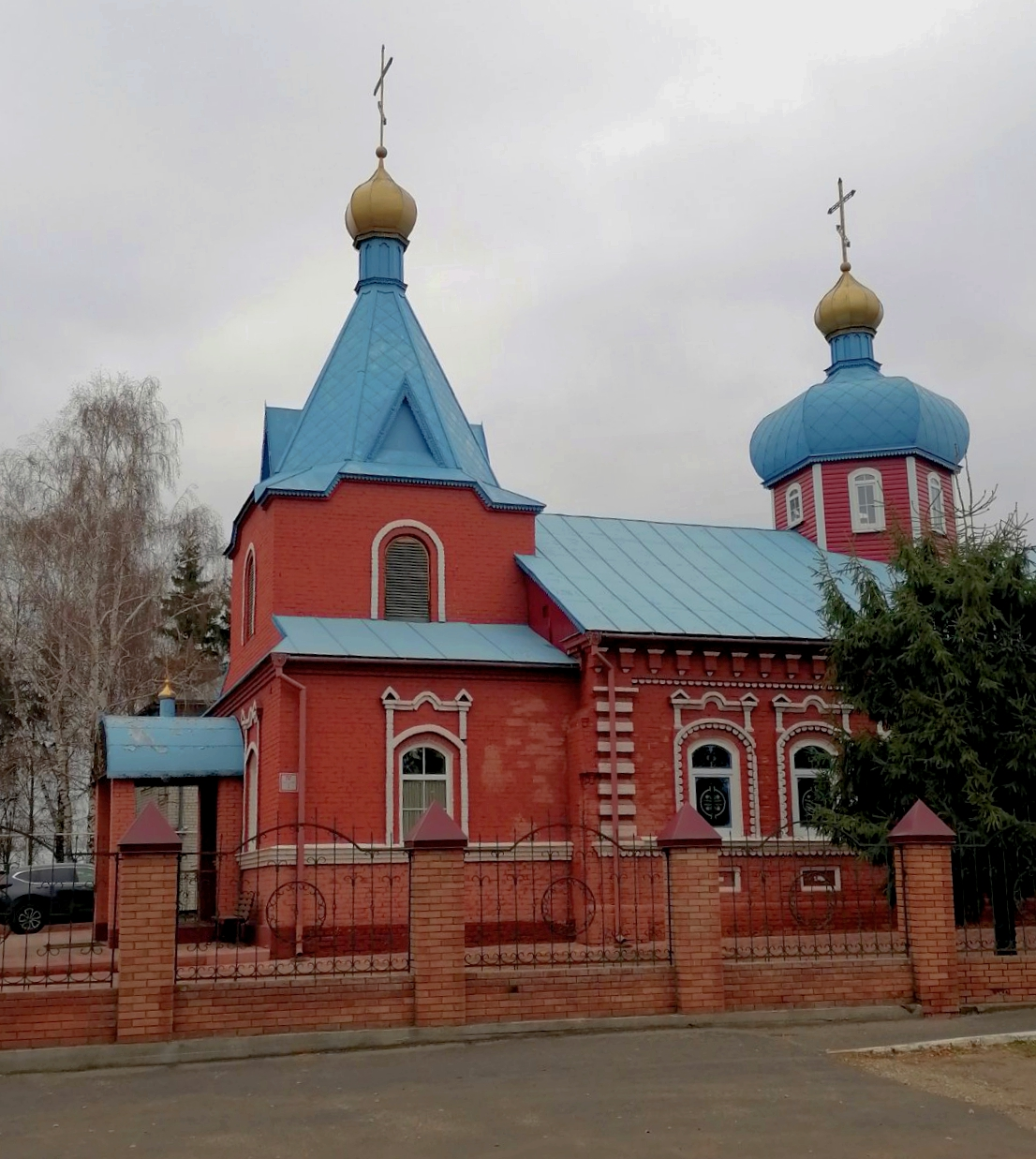
Kirche.

Tscherdakly entstand 1688 als Wehrsiedlung im Verlauf der Kama-Verhaulinie (Sakamskaja sassetschnaja tscherta) entlang der damaligen Südostgrenze des Zarentums Russland. Erste Bewohner waren aus der Region um Pensa stammende, als Kosaken in russischen Diensten stehende Tataren unter Suleiman Jangapow, sowie Mordwinen. Mit der Verlagerung der Grenze nach Osten im 18. Jahrhundert entfiel die militärische Bedeutung, und Tscherdakly wurde zu einem gewöhnlichen Dorf. Insbesondere Tataren, aber auch Tschuwaschen stellen bis heute bedeutende Minderheiten in Siedlung und Rajon.
Zu Beginn des 20. Jahrhunderts wurde die private Wolga-Bugulma-Eisenbahn durch den Ort geführt und auf diesem Abschnitt 1914 eröffnet. In den 1920er-Jahren wurde Tscherdakly Verwaltungszentrum eines Rajons, 1957 der Status einer Siedlung städtischen Typs verliehen.

### Bevölkerungsentwicklung
| Jahr | Einwohner |
| ---- | --------- |
| 1939 | 5.643     |
| 1959 | 6.935     |
| 1970 | 8.207     |
| 1979 | 10.449    |
| 1989 | 11.091    |
| 2002 | 12.045    |
| 2010 | 11.440    |

Anmerkung: Volkszählungsdaten

## Wirtschaft und Infrastruktur
Die Siedlung ist Zentrum eines Landwirtschaftsgebietes.
Tscherdakly liegt an der Eisenbahnstrecke Insa – Uljanowsk – Tschischmy (– Ufa; Streckenkilometer 927 ab Moskau). Durch den Ort führt die Regionalstraße R 178, die von Saransk kommend in Uljanowsk die Wolga überquert und dann links des Flusses über Dimitrowgrad in Richtung Samara verläuft.